# Ronny Coutteure
Ronny Coutteure est un acteur, réalisateur et metteur en scène belge, né le 2 juillet 1951 à Wervicq en Belgique et mort le 21 juin 2000 à Fretin en France.

## Biographie

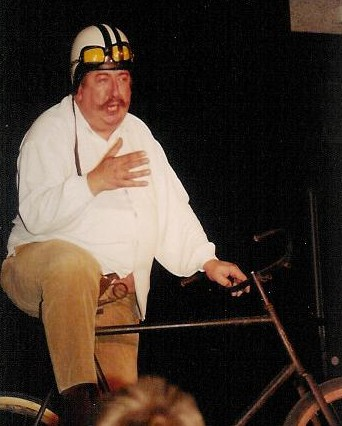
Ronny Coutteure sur scène.

Ronny Louis Edmond Coutteure est né du côté belge de la ville frontière de Wervicq le 2 juillet 1951. Sa famille s'installe à Tourcoing où il fait ses études.
Il a travaillé pour le cinéma, la radio, la télévision, l'opéra et le théâtre et est l'auteur et l'interprète de plusieurs one-man-show.
Ronny Coutteure réussit son bac littéraire en 1970, puis suit des cours de théâtre à Paris avant de revenir dans le Nord pour débuter au théâtre. En 1974, il joue dans Candide d'après Voltaire, mise en scène par Cyril Robichez, au Théâtre populaire des Flandres à Lille. Sa voix grave et son accent picard le rendent vite populaire. En 1975, au théâtre La Fontaine à Lille, il a un rôle de clown dans Capitaine Clown de René Pillot. Coutteure s'est vite avéré un fervent défenseur de la culture et du patrimoine du Nord de la France. Il écrit ensuite Arlequin au pays noir, joué au Théâtre de La Salamandre à Tourcoing avant de mettre en scène Martin Eden de Jack London. Ronny Coutteure obtient ses premiers rôles au cinéma et à la télévision.
Il a joué le rôle du serveur dans la série Palace où il reprend un peu le rôle qu'il avait dans Merci Bernard.
Internationalement, il est surtout célèbre pour son rôle régulier de Rémy Baudouin, copain belge d’Indiana Jones, incarné par Sean Patrick Flanery dans Les Aventures du jeune Indiana Jones, série produite par George Lucas.
Il était remarquable aussi dans la série télévisée Maria Vandamme, de Jacques Ertaud, en 1989.
Au théâtre, Ronny Coutteure a mis en scène et interprété plusieurs créations. Il a écrit et mis en scène un opéra, Les Contes d'un buveur de bière. Simultanément, il donne des cours de biérologie dans son estaminet-théâtre de Fretin « La Ferme aux hirondelles ».
Il fut marié en premières noces à Colette Talpaert puis en secondes noces à la cantatrice Dianne van den Eijnden.
Ronny Coutteure se suicide par pendaison le 21 juin 2000. Les raisons de son suicide ne sont pas nettement établies. Il est inhumé au cimetière de Fretin.
Le théâtre de La Ferme des hirondelles est renommé théâtre Ronny Coutteure.

## Filmographie

### Cinéma
- 1982 : Hiver 60 de Thierry Michel
- 1983 : Un dimanche de flic de Michel Vianey
- 1983 : Zig Zag Story (Et la tendresse ? Bordel ! no 2) de Patrick Schulmann
- 1989 : Pentimento de Tonie Marshall
- 1989 : Blueberry Hill de Robbe De Hert
- 1989 : Bal perdu de Daniel Benoin
- 1993 : La cavale des fous de Marco Pico
- 1995 : Le Roi de Paris de Dominique Maillet
- 1997 : Arlette de Claude Zidi

### Réalisateur
- 1987 : Carnaval.

### Télévision
- 1974 : La Colonie de Bernard Claeys
- 1976 : Deux jours à Wandignies de Alain Dhouailly
- 1976 : Au bout du compte de Gérard Chouchan
- 1976 : Les Yeux bleus de François Dupont-Midy (série : 6 épisodes)
- 1976 : Journal d'un prêtre ouvrier de Maurice Failevic
- 1977 : Inutile envoyer photo de Alain Dhouailly
- 1976 : Minichronique de René Goscinny et Jean-Marie Coldefy, épisode L'Angoisse
- 1978 : Les Aventures d'Yvon Dikkebusch de Maurice Failevic
- 1979 : Le Dernier Train de Jacques Krier
- 1980 : Le Dancing de Jean-Louis Colmant
- 1980 : Les Amours de la Belle Époque de Bernard Roland (série : épisode Mon Amie Nane)
- 1980 : No Man's Land de Pierre Manuel
- 1981 : Quatre femmes, quatre vies : être heureux sans le bonheur de Jacques Trébouta (série)
- 1981 : Minitrip de Pierre Joassin
- 1981 : Julien Fontanes, magistrat de François Dupont-Midy (série : épisode Le soulier d'or)
- 1981 : La Jeune Fille du premier rang de Jacques Trébouta
- 1981 : Le commissaire Cnops mène l'enquête de Pierre Manuel
- 1982 : Croquignole de Jean Brard
- 1982 : Bonbons en gros de François Dupont-Midy
- 1982 : Merci Bernard de Jean-Michel Ribes
- 1983 : Fort bloqué de Pierrick Guinard
- 1984 : Le Cœur dans les nuages de François Dupont-Midy
- 1984 : L'Appartement de Dominique Giuliani
- 1984 : L'Instit de Gérard Gozlan (série)
- 1985 : Bachou d'Alain Dhouailly
- 1985 : Mort carnaval de Daniel Van Cutsem
- 1986 : Bruno et Albert de François Dupont-Midy
- 1986 : Gros cœurs de Pierre Joassin
- 1986 : Oscar et Valentin de François Dupont-Midy
- 1987 : Mort aux ténors de Serge Moati
- 1987 : Deux de conduite de François Dupont-Midy (série : 6 épisodes)
- 1987 : Carnaval de Ronny Coutteure
- 1988 : Palace de Jean-Michel Ribes (émission : 6 épisodes)
- 1988 : Maria Vandamme de Jacques Ertaud
- 1989 : Bal perdu de Daniel Benoin
- 1989 : Marc et Sophie de Christophe Andrei (série : épisode Le péril jeune)
- 1989 : Blueberry Hill de Robbe De Hert
- 1990 : La Vierge noire de Jean-Jacques Lagrange et Igaal Niddam (série : 6 épisodes)
- 1991 : D'amoureuses histoires réalisé par Jean-Louis Fournier (29 épisodes de 3 min)
- 1991 : Faux frère de Vincent Martorana
- 1992 : Les Aventures du jeune Indiana Jones de George Lucas (série : 9 épisodes)
- 1994 : Le Chagrin des Belges(Het verdriet van België) de Claude Goretta (série : 3 épisodes)
- 1994 : V'la l'cinéma ou le roman de Charles Pathé de Jacques Rouffio
- 1994 : Les Vacances de Maigret de Pierre Joassin (commissaire Mansuy)
- 1996 : Baloche de Dominique Baron
- 1998 : Louise et les Marchés de Marc Rivière (série : 2 épisodes)
- 1999 : Les Enfants du printemps de Marco Pico (série : 3 épisodes)
- 2000 : Marion et son tuteur de Jean Larragia
- 2000 : Thérèse et Léon de Claude Goretta

### Courts-métrages
- 1982 : Les ailes du papillon de Michel Rodde (52 min)
- 1989 : Les bonnes manières de l'atelier Alfred (7 min)

## Théâtre
- 1975 : Arlequin au pays noir - Metteur en scène et interprète
- 1976 : Martin Eden de Jack London - Metteur en scène et interprète
- 1977 : Courteline, son église... - Metteur en scène
- 1978 : La Périchole d'Offenbach - Metteur en scène
- 1982 : Les Bas-fonds de Maxime Gorki, mise en scène Lucian Pintilie
- 1983 : La Station Champbaudet d'Eugène Labiche
- 1985 : Guerre aux Asperges de Pierre Louki
- 1985 : La Route fleurie de Francis Lopez - Metteur en scène
- 1988 : Drames et plaisanteries d'Tchekhov - Metteur en scène
- 1988 : Woyzeck de Georg Büchner, mise en scène Daniel Benoin
- 1990 : Guerre aux asperges de Pierre Louki, mise en scène Daniel Benoin, Théâtre La Bruyère
- 1991 : Salut, les comiques, mise en scène Ronny Coutteure - joué au Festival d'Avignon
- 1993 : Le mal court de Jacques Audiberti, mise en scène Pierre Franck, Théâtre de l'Atelier
- 1994 : Le mal court de Jacques Audiberti, mise en scène Pierre Franck, Théâtre des Célestins
- 1996 : L'Hôtel du libre échange de Georges Feydeau, mise en scène Jean-Georges Tharaud - interprète

## Animateur d'émissions TV et radio
- 1998 : Écouteuses, écouteurs, écoutez, chronique radio quotidienne sur Fréquence Nord
- 1998/2000 : Ronny coup de cœur, émission TV France 3 Nord-Pas-de-Calais-Picardie, réalisée par Patrick Villechaize

## One man show
Ronny Coutteure est l'auteur et interprète des spectacles :
- 1972 : Masques de Jeux
- 1978 : Belges Histoires
- 1981 : L'Échappé Belges
- 1984 : Mince Alors
- 1993 : Éloge de la Bière
- 1996 : L'Entrée du Christ à Tourcoing

## Publications
- 1981 : De Belges histoires
- 1992 : D'amoureuses histoires aux éditions Miroirs
- 1997 : Le temps de la bière aux éditions La Voix du Nord
- 1997-1998 : Lucasfilm magazine - chronique de Ronny Couteurre sur les secrets du tournage des Aventures du jeune Indiana Jones dans les numéros de 9 à 15

## La biérologie
Passionné par la bière, Ronny Coutteure fonde la biérologie et anime des Universités de Biérologie dans son estaminet-théâtre de Fretin, La Ferme aux hirondelles .

## Discographie
- 1980 : Eul' bibine à Fredo - 45 tours
- 1981 : Ils sont fous ces Français - 33 tours
- 1983 : Il y a du soleil à Lille - 45 tours
- 1984 : Le Roi du smurf - 45 tours - Label : LPJ
- 1989 : Pietje Lamelut et autres histoires - Cassette audio
- 1994 : Contes d'un buveur de bière de Charles Deulin - CD - Produit par Jacques Bonnaffé / Gorgone Productions.

## Récompenses
- 1979 : prix Kammans, prix des Télévisions européennes pour Minitrip, avec Maurice Failevic
- 1980 : prix du meilleur interprète au festival du film d'humour de Chamrousse pour No Man's Land
- 1981 : mention spéciale du jury au Festival de télévision de Monte-Carlo pour Le Dancing
- 1986 : prix des Jeunes Auteurs de Télévision attribué par la Société des auteurs et compositeurs dramatiques

## Galerie

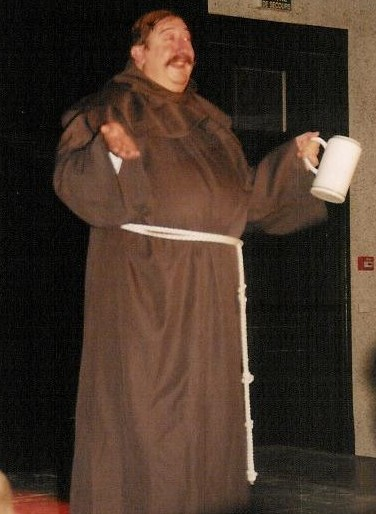
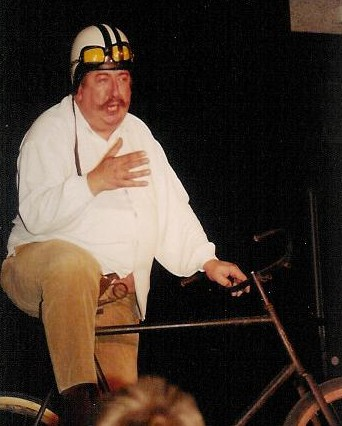
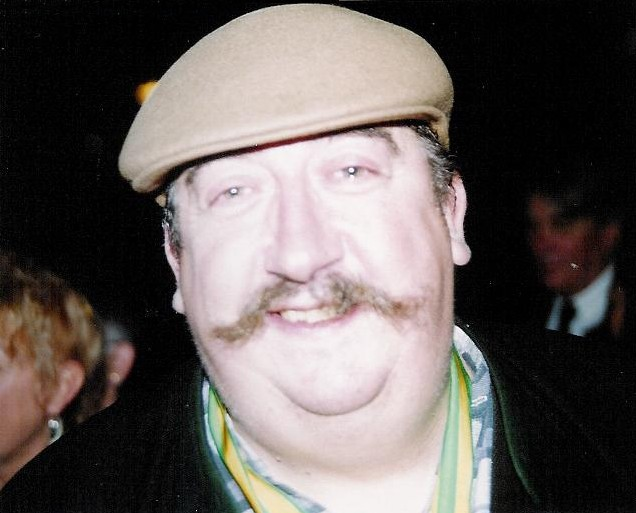
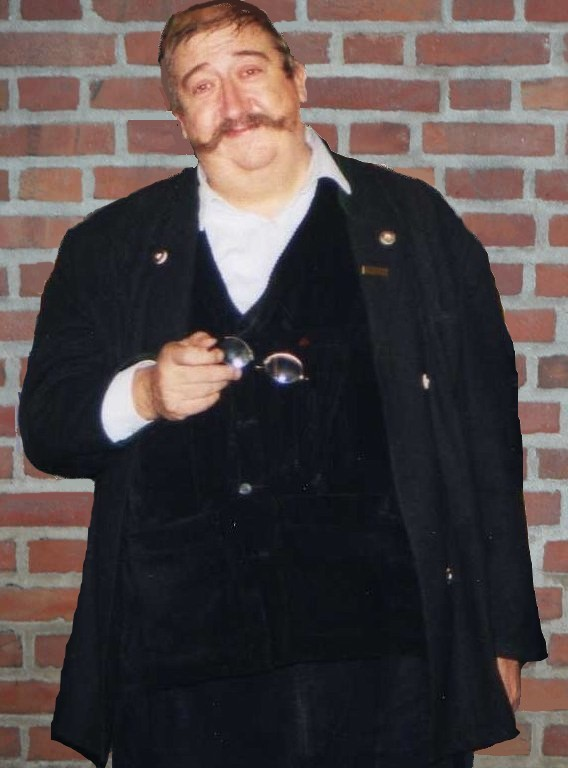